# روبرت إس. غارنت
روبرت إس. غارنت (بالإنجليزية: Robert Selden Garnett)‏ هو عسكري أمريكي، ولد في 16 ديسمبر 1819 في مقاطعة إيسكس في الولايات المتحدة، وتوفي في 13 يوليو 1861 في مقاطعة تاكر في الولايات المتحدة.